# 14+1 együttműködés
A „14 + 1 együttműködés” (Cooperation between China and Central and Eastern European Countries, China-CEEC) egy transzregionális intézmény amely Kína és 16 kelet-közép-európai állam között jött létre. Célja a kelet-közép-európai régió és Kína kapcsolatának erősítése és a felek közötti kereskedelem bővítése. Az együttműködés Kína grandiózus geopolitikai tervének, ami újra definiálja Európa, Ázsia és Afrika kapcsolatrendszerét és új alapokra helyezi a nemzetközi rendet, az „Egy övezet, egy út” (BRI) kezdeményezésnek régióspecifikus intézményének tekinthető. Hasonló transzregionális együttműködés a Kína–Afrika Együttműködési Fórum (FOCAC). A 14 + 1 együttműködést 2012-ben, Varsóban hozták létre.

## Tagállamok
Kína és a 14 kelet-közép-európai ország: Albánia, Bosznia-Hercegovina, Horvátország, Észak-Macedónia, Montenegró, Szerbia, Szlovénia, Bulgária, Románia, Csehország, Magyarország, Lengyelország, Szlovákia, Lettország, Litvánia és Észtország.
Az alábbi adatok a 14 kelet-közép-európai ország Kínához fűződő kereskedelmi kapcsolatát hivatott bemutatni 2017-es adatok alapján. Az elérhető adatokból kitűnik, hogy mind export, mind import oldalon kiemelkednek a Visegrádi Négyek a régió országai közül a kereskedelem értékét figyelembe véve, így kijelenthető hogy ők Kína legfontosabb partnerországai a térségben. Lengyelország és Csehország kínai importja a leginkább kiemelkedő, míg export oldalon Magyarország termékei kerülnek legnagyobb értékben a távol keleti országba. Az egyes országok összesített exportját vizsgálva megállapítható, hogy legnagyobb részedése Montenegróban (11%) és Albániában (7,4%) van Kínának, így e két délszláv ország életében jelenti a legfontosabb partnert export oldalon Kína. Megemlítendő itt még Bulgária (3%), Magyarország (2,9%) és Szlovákia (2,4%). Import oldalon Lengyelországban, Csehországban (egyaránt 12%) és Montenegróban (10%) van a legnagyobb részesedése Kínának, de kiemelkedően fontos partner ország Szlovénia (8,7%), Észtország (8,5%), Albánia (7,4%) és Szlovákia (7,3%) számára is.

### Magyarország
Kínába irányuló export (2017): 3,14 milliárd USD – az összes export 2,9%-a; Kínából származó import (2017): 5,78 milliárd USD – az összes import 5,9%-a

### Albánia
Kínába irányuló export (2017): 177 millió USD – az összes export 7,4 %-a; Kínából származó import (2017): 312 millió USD – az összes import 7,4%-a

### Bosznia-Hercegovina
Kínába irányuló export értéke (2017): 43,5 millió USD – az összes export 0,7%-a; Kínából származó import értéke (2017): 673 millió USD – az összes import 6,7%-a

### Horvátország
Kínába irányuló export értéke (2017): 91,7 millió USD – az összes export 1,1%-a; Kínából származó import értéke (2017): 680 millió USD – az összes import 4,7%-a

### Macedónia
Kínába irányuló export értéke (2017): 73,9 millió USD – az összes export 1,2%-a; Kínából származó import értéke (2017): 434 millió USD – az összes import 5,6%-a

### Montenegró
Kínába irányuló export értéke (2017): 58 millió USD – az összes export 11%-a; Kínából származó import értéke (2017): 283 millió USD – az összes import 10%-a

### Szerbia
Kínába irányuló export értéke (2017): 128 millió USD – az összes export 0,76%-a; Kínából származó import értéke (2017): 1,41 milliárd USD – az összes import 7%-a

### Szlovénia
Kínába irányuló export értéke (2017): 478 millió USD – az összes export 1,7%-a; Kínából származó import értéke (2017): 2,87 milliárd USD – az összes import 8,7%-a

### Bulgária
Kínába irányuló export értéke (2017): 936 millió USD – az összes export 3%-a; Kínából származó import értéke (2017): 1,31 milliárd USD – az összes import 3,8%-a

### Románia
Kínába irányuló export értéke (2017): 1,26 milliárd USD – az összes export 1,8%-a; Kínából származó import értéke (2017): 4,26 milliárd USD – az összes import 5,2%-a

### Csehország
Kínába irányuló export értéke (2017): 2,68 milliárd USD – az összes export 1,6%-a; Kínából származó import értéke (2017): 19,9 milliárd USD – az összes import 12%-a

### Lengyelország
Kínába irányuló export értéke (2017): 2,59 milliárd USD – az összes export 1,2%-a; Kínából származó import értéke (2017): 25,9 milliárd USD – az összes import 12%-a

### Szlovákia
Kínába irányuló export értéke (2017): 1,84 milliárd USD – az összes export 2,4%-a; Kínából származó import értéke (2017): 5,69 milliárd USD – az összes import 7,3%-a

### Lettország
Kínába irányuló export értéke (2017): 175 millió USD – az összes export 1,4%-a; Kínából származó import értéke (2017): 576 millió USD – az összes import 3,5%-a

### Litvánia
Kínába iráyuló export értéke (2017): 262 millió USD – az összes export 1%-a; Kínából származó import értéke (2017): 999 millió USD – az összes import 3,2%-a

### Észtország
Kínába irányuló export értéke (2017): 291 millió USD – az összes export 2%-a; Kínából származó import értéke (2017): 1,46 milliárd USD – az összes import 8,5%-a
| Országok – Export Kínába (2017) | Érték (milliárd USD) | % az összes exportból (%) |
| Magyarország                    | 3,14                 | 2,9                       |
| Csehország                      | 2,68                 | 1,6                       |
| Lengyelország                   | 2,59                 | 1,2                       |
| Szlovákia                       | 1,84                 | 2,4                       |
| Szlovénia                       | 0,48                 | 1,7                       |
| Horvátország                    | 0,09                 | 1,1                       |
| Bosznia és Hercegovina          | 0,04                 | 0,7                       |
| Montenegró                      | 0,06                 | 11                        |
| Szerbia                         | 0,13                 | 0,8                       |
| Albánia                         | 0,18                 | 7,4                       |
| Macedónia                       | 0,07                 | 1,2                       |
| Románia                         | 1,26                 | 1,8                       |
| Bulgária                        | 0,94                 | 3                         |
| Lettország                      | 0,18                 | 1,4                       |
| Litvánia                        | 0,26                 | 1                         |
| Észtország                      | 0,29                 | 2                         |

| Országok – Import Kínából (2017) | Érték (milliárd USD) | % az összes importból (%) |
| Magyarország                     | 5,78                 | 5,9                       |
| Csehország                       | 19,9                 | 12                        |
| Lengyelország                    | 25,9                 | 12                        |
| Szlovákia                        | 5,69                 | 7,3                       |
| Szlovénia                        | 2,87                 | 8,7                       |
| Horvátország                     | 0,69                 | 4,7                       |
| Bosznia és Hercegovina           | 0,67                 | 6,7                       |
| Montenegró                       | 0,28                 | 10                        |
| Szerbia                          | 1,41                 | 7                         |
| Albánia                          | 0,31                 | 7,4                       |
| Macedónia                        | 0,43                 | 5,6                       |
| Románia                          | 4,26                 | 5,2                       |
| Bulgária                         | 1,31                 | 3,8                       |
| Lettország                       | 0,58                 | 3,5                       |
| Litvánia                         | 1                    | 3,2                       |
| Észtország                       | 1,46                 | 8,5                       |

## Csúcstalálkozók[2]
Varsó (2012): Az alapítással egyidejűleg Kína és a 14 KKE állam miniszterelnökei elfogadták a „Tizenkét intézkedést” (Twelve Measures). Ez a dokumentum határozza meg az együttműködés formáját és fő céljait. A tizenkét intézkedés kiemelt pontja a Titkárság (Secretariat) létrehozása, amelynek székhelye Peking és a Kínai Külügyminisztériumnak van alárendelve. A kínai fél ekkor jelentette be, hogy létrehoz egy 10 milliárd dolláros hitelkeretet, amelynek egy részét kölcsönök formájában hívhatnak le a KKE országok, a közös projektek finanszírozására. Ilyen közös projektek lehetnek többek között az infrastruktúra és a zöld gazdaság területén. Az európai tagállamok ezekre a hitelekre kínai bankoknál pályázhatnak. Varsóban továbbá megállapodtak egy 500 millió dolláros fejlesztési alap létrehozásában, illetve együttműködést írtak elő a turisztika, a pénzügy, a tudomány és a kultúra területén.
Bukarest (2013): Románia fővárosában a felek megegyeztek, hogy a tagországok kormányfői évente találkoznak az eredmények kiértékelésének és a fejlődési pályák meghatározásának céljából.  A felek megállapodtak a kereskedelmi kamara felállításáról, amelybe a tagok önkéntes alapon csatlakozhatnak. Ezentúl befektetői és tudományos fórumok megtartásáról született döntés 2013 novemberében. Kína ezen a csúcstalálkozón jelentette be az együttműködés első nagyszabású infrastrukturális projektét, a Budapest – Belgrád vasútvonal felújítását Magyarország és Szerbia közreműködésével.
Belgrád (2014): Szerbiában a felek megállapodtak, hogy az együttműködés alapjának az „EU – Kína 2020 stratégiai együttműködési menetrend” dokumentumot és az EU jogszabályait tekintik. A tagok támogatásukat fejezték ki a Kína – KKE Üzleti Tanács (China-CEEC Business Council) létrehozásában, illetve aláírták a Budapest – Belgrád vasútvonal felújításának projektjét. Ugyanezen a találkozón döntöttek az első ágazati koordinációs központok megalapításáról, így a Kína-KKE Turisztikai Koordinációs Központról és a Kína-KEE Befektetési Koordinációs Központról. Az előbbi Budapesten létesült, az utóbbi Varsóban és Pekingben.
Suzhou (2015): A „Suzhou irányelvek” az EU-val való kapcsolat megerősítését célozzák, így megalapították a Kína – EU összeköttetési platformot (China-EU Connectivity Platform). A kereskedelem élénkítése érdekében a felek megállapodtak, hogy fejlesztik a vasúti kapcsolatot a két régió között (a már működő Łódź és Csengtu közötti áruszállítás mintájára). A tagállamok lépéseket tettek (tervek formájában) annak érdekében, hogy az Adriai-, Balti- és Fekete-tengeri kikötők és ipari parkok összeműködjenek és jobban kapcsolódjanak a gazdasági folyosókhoz. Továbbá elfogadták az együttműködés „Középtávú Menetrendjét” (Medium-term Agenda), amely rögzítette az intézmény területeit:
-         gazdaság
-         összeköttetés és infrastruktúra
-         ipar és feldolgozóipar
-         pénzügy
-         mezőgazdaság és erdőgazdálkodás
-         tudomány
-         kutatás és környezetvédelem
-         kultúra, oktatás, fiatalok cseréje, sport és turizmus
-         egészségügy
-         helyi szintű együttműködés.
Riga (2016): A tagországok megalapították a Kína – KKE Befektetési Alapot (China-CEEC Investment Cooperation Fund) és megegyeztek, hogy az infrastrukturális fejlesztések tervét egyeztetik az EU TEN-T útvonalaival. A résztvevők támogatásukat fejezték ki a Belgrád – Bar vasútvonal felújításában, amely a második nagy infrastrukturális projekt a „14 + 1 együttműködés” életében.

## Az együttműködés jellemzői[2]
Az együttműködésre laza intézményesülés jellemző, a mechanizmusba jellemzően önkéntes alapon döntenek a tagországok. Három szintet különböztethetünk meg a mechanizmusban:
1.      Állami vezetők fóruma
2.      Szakértői egyeztetések és ágazati szint
3.      Az országok nagykövetségeivel folyamatos kapcsolatot ápoló pekingi Titkárság
Ez a laza intézményesülés rugalmasabbá és eredményorientáltabbá teszi az együttműködést. Az egyezmény tiszteletben tartja a KKE országok heterogenitását, hiszen eltérő földrajzi adottságokkal, történelmi tapasztalatokkal és kulturális hagyományokkal rendelkezik a 14 ország. A homogenitásra kényszerítés elkerülése hatékonyabbá teszi az együttműködést. Az intézmény közös fórumot jelent a kelet-közép európai országok számára, amely közelebb hozza egymáshoz ezen országokat, így akár egy regionális identitást is eredményezhet.
Az együttműködés a kapcsolatok több területére is kiterjed, ám egyértelműen a gazdaság dominál. Ezen belül a pénzügyi együttműködés és az infrastruktúra-támogatások e legjellemzőbbek. Kína effajta pragmatikus – és nem értékalapú – külpolitikája az EU szemében is elfogadhatóbbá teszi a transzregionális intézményt. Kínával ellentétben a KKE országok nem tudnak egységes álláspontot képviselni. Bár Kína figyel a kisebb országok érdekeire, nagy versengés jellemzi a tagállamokat a kínai hitelek reményében. Nem szabad megfeledkezni arról, hogy bár gazdasági túlsúlyú együttműködésről beszélhetünk, az intézmény az „Egy övezet, egy út” nagyszabású geopolitikai terv részét képezi és politikai érdekek motiválják!

### Tizenkét intézkedés[3]
1.     Titkárság felállítása Kína és a kelet-közép-európai országok együttműködésének érdekében. A Titkárság a Kínai Külügyminisztériumban kap helyet, és fő megbízatása a kapcsolattartás és a közös ügyek – mint együttműködés, vezetői találkozók, üzleti tárgyalások és végrehajtás – összehangolása. Minden kelet-közép-európai ország kijelöl egy társ intézményt és egy koordinátort hogy részt vegyen a Titkárság munkájában.
2.     Létrehozni egy 10 milliárd dolláros (USD) hitelkeretet, amely bizonyos arányban kedvezményes hitelekből áll és az infrastruktúra, a magas hozzáadott értékű, új technológiák és a zöld gazdaság területén végrehajtandó projektekre fókuszál. A 16 KKE ország a National Development Bank of China, Export and Import Bank of China, Industrial and Commercial Bank of China, Construction Bank of China, Bank of China or China Citic Bank pénzintézeteknél pályázhatnak projektjeikkel.
3.     Egy közös alap felállítása Kína és a KKE országok között, amelynek első célkerete 500 millió dollár (USD)
4.     Kína kereskedelem- és beruházásösztönző kezdeményezéseket hajt végre a KKE országokban és lépéseket tesz a bilaterális gazdasági együttműködés előmozdítása érdekében.
5.     Kína – a KKE országokban tapasztalható tényleges körülmények és igények fényében – ösztönözni fogja országa vállalatait, hogy együttműködjenek gazdasági és technológiai zónák kialakításában minden egyes KKE országban az elkövetkezendő öt esztendőben. Kína a későbbiekben is ösztönözni fogja országa vállalatait, hogy a már létező gazdasági és technológiai parkok fejlesztésében részt vegyenek.
6.     Kína készen áll arra, hogy új pénzügyi együttműködéseket – mint például valutacsere, nemzeti valuta elszámolás a határon átnyúló kereskedelemben – kössön a KKE országokkal és új bank intézményeket hozzanak létre egymás országában annak érdekében, hogy javítsa a gyakorlati együttműködés szolgáltatási oldalát.
7.     Egy szakértői testület megalapítása a Kínát és Kelet-Közép-Európát összekötő közlekedési hálózat megépítésére. A KKE országok önkéntes alapon társulhatnak a Kínai Kereskedelmi Minisztérium koordinálásával megépülő regionális autópályák és vasútvonalak megépítéséhez.
8.     Egy kulturális fórum megtartása Kína és a KKE országok között 2013-ban Kínában és ebben az összefüggésben rendszeres szakértői gyűléseket szervezni a kultúráról és kulturális fesztiválokról.
9.     5000 férőhelyes ösztöndíj-programot biztosítani a 16 kelet-közép-európai országnak az elkövetkezendő öt évben. A Konfucius Intézetek és oktatási programok támogatása a 16 KKE ország mindegyikében, és lehetőséget biztosítani 1000 tanulónak a szóban forgó országokból, hogy kínai nyelvet tanuljanak Kínában az elkövetkezendő öt évben. Az egyetemek közötti csere és a közös akadémiai kutatások érdekében 1000 kínai tanuló és ösztöndíjas küldése a KKE országokba. A következő évben a Kínai Oktatási Minisztérium megbeszélést tart az európai tagállamokkal az oktatás politika terén.
10. Egy turisztikai szövetség kialakítása a tagállamok között, amely a Kínai Turisztikai Igazgatóság koordinálásával működik és nyitott mindkét fél repülési hatóságainak, utazási irodáinak és légitársaságainak részvételére. A cél, hogy javítsuk a kölcsönös üzletek előmozdulását és a közös turisztikai desztinációfejlesztést, illetve tanulmányozzuk több közvetlen járat indításának lehetőségét Kína és a kelet-közép-európai országok között. Az idén ősszel, Sanghajban tartandó Kínai Nemzetközi Turisztikai Kiállítás alkalmával a Kínai Turisztikai Igazgatóság turisztikai termék promóciót szervez a KKE országok számára.
11. Létrehozni egy kutatási alapot Kína és a 16 KKE ország számára. Kína minden évben 2 millió kínai jüant (CNY) biztosít a kutatóintézetek és ösztöndíjasok részére az akadémiai együttműködés érdekében a két fél között.
12. Kína otthont tervez adni az első fiatal vezetők fórumának 2013-ban, ahová az együttműködés minden országa küldhet fiatal képviselőket a jobb megértés és barátság érdekében.

## Kritikák[2][4][5][6]
Egyes szakértők szerint az eltérő történelmi múlt és a különböző politikai motiváció a KKE országokon belül hosszútávon gátat szab az eredményeknek. A kereskedelemre kitűzött célok valóban nem valósultak meg és irányát tekintve erősen aszimmetrikus, a közép-kelet európai kis- és középvállalkozói nem jelennek meg érdemben a kínai piacon. A tagállamok vezetői számára fájó, hogy nem figyelhető meg nagy felfutás a kínai beruházásokban. Ennek ellenére a vezetők szemében továbbra is pozitív az együttműködés, amely segíthet kitörni az Európán belüli félperiférikus helyzetükből. A legutóbbi gazdasági világválság megmutatta, hogy a KKE országok gazdasága túlságosan függ az európai piacoktól, így elemi érdeke az együttműködő országok vezetőinek a gazdaság diverzifikációja, amelyre jó lehetőséget kínálnak a kínai kapcsolatok.
Az együttműködést kritikus szemmel követi az Európai Unió, melynek hozzáállása már csak azért is fontos, mert a 16 közép-keleti-európai országból 11 uniós tag, míg a maradék öt ország tagjelölt. A EU fő aggályai közé tartoznak az eddig megvalósult közös projektekkel (főleg infrastrukturális) kapcsolatban, hogy azok átláthatatlanok és ellentmondanak az uniós jogszabályoknak (pl.: közbeszerzések, környezeti hatásvizsgálatok). A létrejövő infrastrukturális fejlesztések javítják Európa és Kína összeköttetését, amely által a kínai vállalatok vetélytársat jelentenek egyes európai vállalatnak. Kína az elmúlt évtizedekben fontos kereskedelmi partnerré vált számos nyugat-európai ország számára, ám Kína európai törekvései miatt már sokkal inkább vetélytársat jelent. Ezen országok jellemzően nagyobb EU befolyással rendelkeznek, így aggodalmukat fejezik ki (főként Németország) Kína terjeszkedésével kapcsolatban. Nem elhanyagolható hatás, hogy az eddig legfontosabb kereskedelmi útvonalak eddig a nyugat-európai kikötőkben összpontosultak, ám az együttműködés tervei alapján ezek a kontinens keleti oldalára tevődnének. További fájó pont az Európai Unió számára, hogy a kezdeményezésekbe nincs beleszólása, Kína csak befogadó szerepet szán az európai integrációnak.
Az Európai Unió különös aggodalommal tekint a „14 + 1 együttműködésre” és az „Egy övezet, egy út” kezdeményezésre, hisz ezek nyíltan geopolitikai célokat tartalmaz és félelmük szerint éket ver az Unión belül az országok közé. Kialakulnak támogató és ellenző államok. Utóbbiak közé tartoznak a nyugat-európai országok, amelyek úgymond saját háttérországának tekintik Kelet-Európát, így Kína az ők érdekszférájukban növeli a befolyását és hatással lehet az uniós belpolitikára. Nagyobb léptékben az „Egy övezet, egy út” kezdeményezés megváltoztatja a jelenlegi nemzetközi rendet, amely kellemetlenül érintheti az Európai Uniót. Itt elsősorban az EU-USA kapcsolatokra kell gondolni, hisz USA rosszallása közismert Kína geopolitikai célját illetően. Egy EU-USA konfliktus előre nem belátható gazdasági és politikai következményekkel járna. Elég ha csak a NATO-ra és a biztonságpolitikára gondolunk.

## Budapest – Belgrád vasútvonal-fejlesztés
2014 decemberében köttetett a megállapodás Magyarország, Szerbia és Kína között a pireuszi kikötőt Nyugat-Európával összekötő tranzitfolyosó részét képező pályaszakasz felújításáról. Szerbiában már javában tartanak a munkálatok, míg magyar „térfélen” a sikertelen közbeszerzésektől volt hangos a sajtó egészen 2019 április végéig, amikor nyertest hirdettek a 750 milliárd forintos tenderre. A jelenlegi tervek alapján 2019 július végéig Magyarország és a kínai Eximbank aláírja a finanszírozási szerződést, majd ezt követően (várhatóan 2020 elején) indulhat a vasúti szakasz felújítása.
A vasúti fuvarozásban érdekelt vállalatok és vasúti logisztikai szakértők örülnek a fejlesztésnek, hiszen óriási potenciált látnak benne. Az ország geopolitikai helyzetének javulásán túl gazdasági előnyökkel is társulhat a beruházás. Ehhez kapcsolódóan több infrastrukturális fejlesztés is megvalósulhat, amelynek köszönhetően Magyarország az európai kontinens áruforgalmának „fordítókorongja” lehet. A lehetőség mértékét jól mutatja, hogy Az Európai Unió által kijelölt tranzitfolyosó is itt halad. Szakértők arra is felhívják a figyelmet, hogy a délkeletről érkező megnövekedett és növekvő áruforgalom közútról vasútra terelése fontos lépés az uniós cél felé, miszerint 2030-ra a több mint 300 km távolságot meghaladó közúti árufuvarozás 30%-át más közlekedési módokra, pl. vasúti vagy vízi szállítási módra terelje, és ezt az arány 2050-ig több mint 50%-ra növelje.
A magyar pályavonal felújítását célzó projekt irányítására egy külön bizottságot hoz létre a magyar Innovációs és Technológiai Minisztérium és a kínai Nemzeti Fejlesztési és Reformbizottság (NDRC). Mindkét ország öt-öt képviselőt delegál. A felújítást várhatóan két külön projektre bontják, elkülönítve az északi és a déli szakaszt.